# باليه كلاسيكي حديث

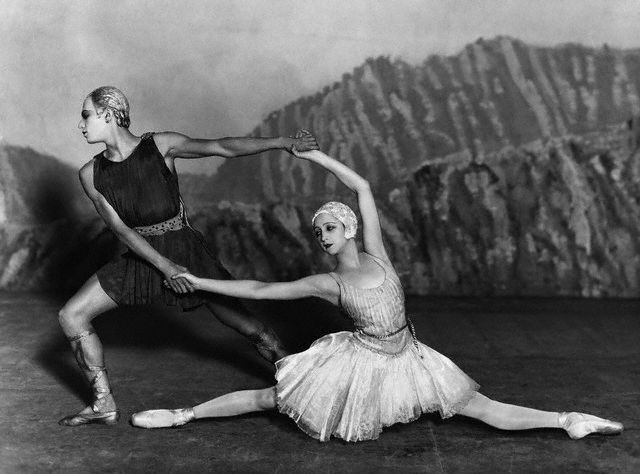

الباليه الكلاسيكي الحديث (بالإنجليزية: Neoclassical ballet)‏ هو نمط من الرقص الكلاسيكي الخاص بالقرن العشرين، والذي تجسّده أعمال جورج بالانشين. ظهر مصطلح «الباليه الكلاسيكي الحديث» في العشرينات من القرن الماضي من قِبَل راقص الباليه الروسي سيرجي دياغيليف، استجابةً لتجاوزات أنماط الرومانسية والحداثة ما بعد الرومانسية. يعتمد هذا النمط على التقنية المتقدمة للرقص الإمبراطوري الروسي في القرن التاسع عشر، ولكنه يجرّدها من سردها القصصي والمسرحي المُكثّف. لذا يحافظ النمط على الرقص فقط، وهو يُعتبر متطور وعصري وأنيق ويحافظ على جمالية حذاء الباليرينا، ولكنه يتجنب القصص والدراما المنجدة، وإنما يحاكي نمط القصة الطويلة.

## الخلفية التاريخية ومراحل التطور
يُعتبر الباليه الكلاسيكي الحديث نوعًا جديدًا من الرقص الذي ظهر في عشرينيات القرن الماضي وتطور طوال تلك الفترة. بدأ الفنانون من العديد من التخصصات في أوائل القرن العشرين بحالة من التمرد على الأسلوب الدرامي المُفرط الذي كان سائدًا في الفترة الرومانسية. ونتيجةّ لذلك، عاد الفن ليتبنّى أسلوب أكثر بساطة مشابهًا لأسلوب الفترة الكلاسيكية، باستثناء أنه كان أكثر جرأة وحزم وخالٍ من الترفيه. أصبح هذا النمط الفني يُعرف باسم الكلاسيكية الحديثة. يُعتبر جورج بالانشين، مصمم رقصات الباليه، من أحد الأشخاص الذين جسّدوا معظم هذه الجمالية الجديدة والأنيقة لنمط الكلاسيكية الحديثة. فهو منذ أن كان طفلًا، بدا عليه الاهتمام بهذا النمط عندما كان طالبًا في مدرسة الباليه الإمبراطورية الشهيرة، والتي كانت (وما زالت) ثابتة في التزامها بتقنية الباليه الكلاسيكية. بعد تخرّجه، حصل بالانشين على شرف تصميم رقصات الباليه الروسية، إذ أتيحت له الفرصة للتعاون مع كل من بيكاسو وماتيسي وشانيل وديبوسي وسرافينسكي وبروكوفيتش، الذين كانوا من طليعة الكلاسيكية الحديثة. بدلًا من الابتعاد عن تدريبه الكلاسيكي، اعتمد بالانشين على أساليب الباليه التقليدية. إذ وسّع مواقع الراقصين واعتمد أسلوب رقص سريع وحُرّ، وشمل وظائف جديدة لم يسبق لها مثيل في الباليه. كان عمل «أولون موسيجيتي» هو أول اختبار قام به بالانشين تبعًا للنمط الكلاسيكي الحديث، صمّمه عام 1928 لصالح مدرسة الباليه الروسي بتشجيع من سترافينسكي. على عكس العديد من أعماله الكلاسيكية الحديثة في وقت لاحق، تروي هذه الرقصة قصة تُشير إلى أن بالانشين لم يتحرر بالكامل من التقاليد الرومانسية. علاوة على ذلك، عندما عُرضت هذه الرقصة لأول مرة، تضمنت على مجموعات كبيرة من الراقصين والكثير من الأزياء والأضواء وحصلت على تشجيع ودعم كبيرين. ومع ذلك، قام بالانشين بالتدريب عليها دون توقف، ما أدى إلى تطور أسلوبه الكلاسيكي الحديث. على سبيل المثال، في العروض اللاحقة من الرقصة، استُخدِمَت ثياب التدريب البيضاء العادية والحد الأدنى من الراقصين والأضواء، حتى أعاد بالانشين تسمية الرقصة ببساطة إلى «أبوللو». يُمثّل تحول رقصة «أبولو» مثالاً على تحول بالانشين كمصمم رقص. مع تطور أسلوبه الكلاسيكي الحديث، صمّم المزيد من رقصات الباليه الخالية من الحبكة القصصية والأكثر اندفاعًا نحو الموسيقى. أضفت الأضواء الكثيرة والتنانير القصيرة المنتفخة التقليدية، طابعًا مميزًا على خشبة المسرح. سمح هذا النمط الخارجي المُبسّط لحركة الراقصين بأن تصبح الوسيلة الفنية الرئيسية، والتي تُعدّ السمة المميزة للباليه الكلاسيكي الحديث.
وجد بالانشين منزلًا لأسلوبه الكلاسيكي الحديث في الولايات المتحدة، عندما أحضره لينكولن كريستين إلى نيويورك في عام 1933 لافتتاح مدرسة لتعليم الباليه. وحينها قرّر بالانشين إنشاء مدرسة خاصة به، حيث كان بإمكانه تدريب الراقصين على الأسلوب الذي يرغب به، وبذلك تأسست مدرسة الباليه الأمريكية في عام 1934. صُممت العديد من أشهر رقصات الباليه الكلاسيكية الحديثة في الولايات المتحدة، وفي مدرسته على وجه التحديد، والتي أصبحت بعد ذلك فرقة باليه تُدعى «نيو يورك سيتي باليه» والتي أسسها في عام 1948 وما زالت موجودة حتى اليوم. صمّم بالانشين عدة رقصات مُنتمية إلى النمط الحديث مع فرقته هذه، مثل، «كونسيرتو باركو – بالإيطالية: Concerto Barocco» عام 1941 و «فور تيمبيرامينتس – بالإنجليزية: The Four Temperaments» عام 1946 و «آغون – بالإنجليزية: Agon » عام 1957 و «إيبيسودس – بالإنجليزية: Episodes » عام 1959.